# Dąbrowa (powiat łowicki)
Dąbrowa – wieś w Polsce położona w województwie łódzkim, w powiecie łowickim, w gminie Zduny.
W latach 1975–1998 miejscowość należała administracyjnie do województwa skierniewickiego.
W 2006 r. zmarł w Dąbrowie Zduńskiej jej wieloletni mieszkaniec Ziemowit Skibiński – literat, dr historii, pracownik akademicki Uniwersytetu Łódzkiego, Honorowy Obywatel Łowicza i Poddębic.